# وینگز هاوزر
وینگز هاوزر (انگلیسی: Wings Hauser؛ زادهٔ ۱۲ دسامبر ۱۹۴۷) هنرپیشه و فیلم‌نامه‌نویس اهل ایالات متحده آمریکا است.
از فیلم‌هایی که وی در آن‌ها به ایفای نقش پرداخته‌است، می‌توان به داستان یک سرباز (۱۹۸۴)، بچه‌های سرسخت (۱۹۸۷) واکر، رنجر تگزاس (۱۹۹۴)، نفوذی (۱۹۹۹)، هاوس (۲۰۰۵)، فرشته سنگی (۲۰۰۷)، روان‌کاو (۲۰۰۹)، لاستیک (۲۰۱۰) و ذهن‌های جنایتکار (۲۰۱۰) اشاره کرد.